# Afrixalus laevis
Afrixalus laevis és una espècie de granota de la família dels hiperòlids que viu al Camerun, República Democràtica del Congo, Guinea Equatorial, el Gabon, Uganda i, possiblement també, a la República Centreafricana, República del Congo, Nigèria i Ruanda.
Està amenaçada d'extinció per la pèrdua del seu hàbitat natural.